# Claudio Presman
Claudio Damián Presman (Villa crespo, Ciudad de Buenos Aires, 8 de agosto de 1968) es un funcionario público y político judeo-argentino perteneciente a la Unión Cívica.Actualmente es Presidente del Consejo Económico Social de la Ciudad de Buenos Aires. Como Legislador de la Ciudad de Buenos Aires se desempeñó como presidente del bloque de la Unión Cívica Radical en la Legislatura de la Ciudad de Buenos Aires y ejerció la secretaría del Congreso Judío Latinoamericano, rama regional del Congreso Judío Mundial y es miembro activo de la  Fundación RAP (Red de Acción Política)

## Antecedentes
Nació en el tradicional barrio de Caballito, en el centro geográfico de la Ciudad de Buenos Aires. Debido al trabajo de sus padres los estudios primarios los realizó en los Estados Unidos de América y su escuela secundaria en el Colegio Nacional 17 “Primera Junta” egresando como bachiller.
En simultáneo, Presman desarrolló su carrera profesional en distintos ámbitos, donde se distingue su vocación legislativa:
- 2006-2008: Legislatura de la Ciudad Autónoma de Buenos Aires (Secretaría Administrativa)
- 2003-2006: Legislatura de la Ciudad Autónoma de Buenos Aires (Bloque de la Unión Cívica Radical)
- 2002-2003:  Cámara de Diputados de la Nación (Diputado Jesús Rodríguez)
- 1999 -2001: Ministerio de Obras Públicas de la Nación (Vialidad Nacional)
- 1996-1999: Cámara de Diputados de la Nación (Bloque de la Unión Cívica Radical)
- 1991-1996:  Honorable Concejo Deliberante de la Ciudad de Buenos Aires (Vocal de la Comisión de Preadjudicaciones)
- 1987-1991:  Estudio Jurídico Contable Dres. Korsunsky y Kluger (Procuración)

## Actividad política
En 1984 inició su militancia política dentro de la agrupación Franja Morada, brazo estudiantil del partido de la Unión Cívica Radical.  Con una sostenida trayectoria dentro del radicalismo, Presman ha desempeñado diversos cargos en el ámbito partidario e internacional:
- 2003-2005 Delegado al Comité Capital de la Unión Cívica Radical. Miembro de la Mesa de Conducción
- 2001-2003 Delegado al Comité Capital de la Unión Cívica Radical.
- 1997–1999 Delegado al Comité Nacional de la Juventud Radical – Secretario por la Juventud de la Mesa Nacional de la UCR.
- 1995–1997 Delegado al Comité Nacional de la Juventud Radical – Secretario de Acción Política de la Mesa Nacional de la Juventud Radical
- 1993–1995  Vicepresidente de la Juventud Radical de la Ciudad Autónoma de Buenos Aires
- 1988–1993 Miembro de Franja Morada Universitaria – Facultad de Derecho UBA[cita requerida]
- 1985-1986 Presidente del Centro de Estudiantes del Colegio Nacional  Nº17 "Primera Junta" CABA

En 2012 presentó junto con otros líderes de la Unión Cívica Radical (UCR) porteña una denuncia penal contra el Jefe de Gobierno Mauricio Macri, encabezada por el vicepresidente de la UCR porteña, la causa lleva el número 2214/10 y quedó radicada en el juzgado federal de María Romilda Servini de Cubría por la muerte de 5 personas ese año en las inundaciones de la Ciudad.

### Defensor adjunto de la Ciudad Autónoma de Buenos Aires
En la sesión del jueves 9 de diciembre de 2013, Presman fue elegido por la Legislatura Porteña para formar parte del cuerpo colegiado a cargo de la Defensoría del Pueblo de la Ciudad Autónoma de Buenos Aires.

### Legislador de la Ciudad Autónoma de Buenos Aires
El 10 de diciembre de 2009, Presman asume por la UCR en la Legislatura Porteña, a través de un escaño obtenido en el marco del Acuerdo Cívico y Social.
Desde esta posición, impulsó los proyectos de Cupo Juvenil en las listas electivas de la Ciudad de Buenos Aires.

### Interventor del INADI
En junio de 2017 fue designado como interventor del Instituto Nacional contra la Discriminación, la Xenofobia y el Racismo dependiente del Ministerio de Justicia y Derechos Humanos.

## Actividades internacionales
Presman ha desempeñado distintos roles y actividades en el ámbito internacional, entre las que se destacan:
- 2008: Observador electoral del Instituto de Políticas Públicas y Sociales (Estados Unidos de América)
- 2001: Representante argentino por Vialidad Nacional al “Congreso Internacional de Carreteras” La Habana – Cuba.
- 1999: Programa de la Formación de Líderes Políticos Juveniles (Bejing, RPC)

Actualmente desempeña el cargo de Secretario del Congreso Judío Latinoamericano, rama regional del Congreso Judío Mundial